# Classificação da Biblioteca do Congresso: Classe B, BQ subclasse - Budismo
Subclasse BQ: Budismo  é uma classificação usada pela Classificação da Biblioteca do Congresso sistema sob Classe B - Filosofia, Psicologia, Religião. Este artigo descreve subclasse BQ.

## Conteúdo
BQ
1-9800..........Budismo
1-10..........Periódicos. Anuários (Geral)
12-93..........Sociedades, conselhos, associações, clubes, etc.
96-99..........Instituições financeiras. Relações de confiança
100-102..........Congressos. Conferências (Geral)
104-105..........Diretorias (Geral)
107-109..........Museus. Exposições
115-126..........Coleções gerais. Obras completas
128..........Enciclopédias (Geral)
130..........Dicionários (Geral)
133..........Terminologia
135..........Perguntas e respostas. Máximas (Geral)
141-209..........Educação religiosa (Geral)
210-219..........Pesquisa
221-249..........Antiguidades. Arqueologia
240-244..........Descobertas literárias
246-249..........Inscrições, etc.
251-799..........História
800-829..........Perseguições
840-999..........Biografia
840-858..........Coletivo
860-999..........Individual
860-939..........Gautama Buddha
940-999..........Outro
1001-1045..........Literatura budista
1100-3340..........Tripitaka (literatura canônica)
4000-4060..........Obras gerais
4061-4570..........Budismo doutrinário e sistemático 
4180-4565..........Doutrinas especiais
4570..........Tópicos especiais e relações com temas especiais
4600-4610..........Relação com outros sistemas religiosos e filosóficos
4620-4905..........Panteão budista
4911-5720..........Prática do budismo. Formas de culto
4965-5030..........Cerimônias e ritos. Regras de cerimônia
5035-5065..........Hinos. Cânticos. Recitações
5070-5075..........Altar, objetos litúrgicos, ornamentos, memoriais, etc.
5080-5085..........Vestes, toalhas de altar, etc.
5090-5095..........Funções litúrgicas
5100-5125..........Símbolos e simbolismo
5130-5137..........Templo. Organização do templo
5140-5355..........Ministério budista. Sacerdócio. Organização
5251-5305..........Educação e treinamento
5310-5350..........Pregação
5360-5680..........Vida religiosa
5485-5530..........Preceitos para leigos
5535-5594..........Literatura devocional. Meditações. Orações
5595-5633..........Devoção. Meditação. Oração
5635-5675..........Vida espiritual. Misticismo. (Englightenment). Perfeição
5700-5720..........Festivais. Dias e estações
5725-5845 .......... Folclore
5821-5845..........Literatura do milagre
5851-5899..........Trabalho benevolente. Trabalho social. Assistência social, etc.
5901-5975..........Trabalho missionário
6001-6160..........Monasticismo e vida monástica Sangha (Ordem)
6200-6240..........Ascetismo. Eremitas. vida peregrina
6300-6388..........Monastérios. Templos. Santuários. Sites
6400-6495..........Peregrinos e peregrinações
7001-9800..........Modificações, escolas, etc.
7100-7285..........Theravāda (Hinayana) Budismo
7300-7529 .......... Budismo Mahayana
7530-7950 .......... Budismo tibetano (Lamaísmo)
7960-7989 .......... Bonpo (seita)
8000-9800 .......... Especial modificações, seitas, etc.
8500-8769 .......... Budismo da Terra pura
8900-9099 .......... Budismo tântrico
9250-9519 .......... Zen Budismo